# Thạch Lâm, Côn Minh
Thạch Lâm (tiếng Trung: 石林彝族自治县), tên rút ngắn: 石林县 (Thạch Lâm huyện), Hán Việt: Thạch Lâm Di tộc Tự trị huyện, tên gọi cũ trước ngày 8 tháng 10 năm 1998 là huyện tự trị dân tộc Di Lộ Nam) là một huyện tự trị thuộc địa cấp thị Côn Minh, tỉnh Vân Nam, Cộng hòa Nhân dân Trung Hoa. Huyện này nằm ở đông tỉnh Vân Nam. Ở đây có phong cảnh rừng đá Thạch Lâm nổi tiếng. Diện tích huyện này là 1.725 km², dân số năm 2003 là 229.311 người, trong đó dân tộc thiểu số 78.642 người. Dân tộc Hán là chủ yếu, ngoài ra có dân tộc Di, Miêu, Chuang. Chính quyền huyện đóng trấn Lộc Phụ.

## Phân chia hành chính
- Trấn:
  - Lộc Phụ
  - Thạch Lâm
  - Bản Kiều
  - Trường Hồ
  - Tây Nhai Khẩu
  - Khuê Sơn
- Hương:
  - Đại Khả